# 18675 Amiamini
18675 Amiamini è un asteroide della fascia principale. Scoperto nel 1998, presenta un'orbita caratterizzata da un semiasse maggiore pari a 2,6397868 UA e da un'eccentricità di 0,0977247, inclinata di 2,65643° rispetto all'eclittica.